# متحف ركن فاروق
متحف ركن فاروق أو استراحة فاروق الملكية يقع بحلوان على بعد 30 كم من القاهرة، وتبلغ المساحة الكلية للمبنى والحديقة حوالي 11600 متر مربع، وقد تم بناء المتحف بين عامي (1941م-1942م)، وافتتحه الملك فاروق في الخامس من سبتمبر عام 1942م.
عرف ركن فاروق في السابق بأنه استراحة شتوية للملك فاروق، والذي تحول بدوره إلى متحف تاريخي يضم جانبا من مقتنيات الأسرة العلوية في مصر.

## موقع ركن فاروق
يقع متحف ركن فاروق على النيل مباشرة على بعد 6 كم غرب مدينة حلوان بجنوب محافظة القاهرة، وقداختار هذا المكان في السابق المهندس المعمارى الإيطالى أرسان جيوفان عام 1916م،  وذلك ليقيم عليه مكانا خاصاً به لتناول الشاى والاسترخاء، وكان هذا المكان يتبع فندق جراند أوتيل، وفي عام 1932م اشتراه الثرى المصرى محمد بك حافظ، وفى عام 1935م رآه الملك فاروق فأعجبه المكان وقرر شراءه، وذلك بسبب شهرة هذا المكان بالهدوء والجو النقى الصحى الخالى من التلوث حيث المياه الكبريتية التي يقصدها البعض للعلاج والاستشفاء، وبالفعل تم شراءه بمبلغ قدره 2000 جنيه مصرى، وقد عهد إلى وزير الأشغال آنذاك مصطفى باشا فهمى بالقيام بإنشاء الاستراحة الملكية المعروفة بركن فاروق. بدأ تشييد الاستراحة في عام 1941م، وافتتحها الملك فاروق في الخامس من سبتمبر عام 1942م.

## التصميم المعمارى لركن فاروق
الركن عبارة عن استراحة ملكية صممت من الخارج على شكل قارب يرسو على شاطئ النيل، وكان يثبت في الأعمدة الحديدية بالسطح ستائر تعطي شكل أشرعة المركب، كما توجد مدرجات حجرية على الشاطئ استخدمت للجلوس والاستمتاع بمنظر النيل، وممارسة هواية الصيد، والمرسى النهري للاستراحة قد صممً لاستقبال اليخوت والسفن الكبيرة، أما الحديقة الخاصة بالاستراحة فتزينها برجولة خشبية بها زهريات، وأحواض زرع من الحجر الجيري، كما تضم هذه الحديقة 33 شجرة مانجو من نوع تندر زراعته في مصر قد تم جلبها للقصور الملكية من ألبانيا.
شيد الركن من الداخل على الطراز الحديث من ثلاثة طوابق:
● الطابق الأرضي (البدروم)، وله بوابة كبيرة في خلفية القصر ويضم المطبخ وغرف أقامة الخدم وملحقاتها، وفى مقدمة المتحف يوجد تمثال من البرونز وقاعدته من الرخام لامرأة بالحجم الطبيعى ترتدى زيًا فرعونيًا وعلى رأسها تاج الحيات تعزف على آلة الهارب ويعرف هذا التمثال بسيدة الهارب، بالإضافة إلى تمثال لأبي الهول من البرونز، وأيضاً ساعة مكتب مصنوعة من المعدن المطلى بالذهب. كما يوجد فيها كرسي عرش مصر والدفاية الخاصة بالاستراحة الشتوية، وامامها تمثال على شكل طاووس. في مقابلها سفرة الملك الخاصة باستراحة الهرم ويوجد على السفرة بونبونيرة بها زخارف ونقوش عالية الدقة، كما يوجد في نفس المكان لوحة لمراسم الزواج الفرعوني.
● الطابق الأول، ويعد الطابق الرئيسى للاستراحة يوجد في مقدمته سلما رخاميا يوصل للردهة الخارجية التي تؤدي إلى ردهة داخلية، ومنها إلى قاعتان للطعام وقاعة أخرى للتدخين، وشرفة تطل على النيل بالإضافة إلى تراس شرقى وآخر غربى لتناول الشاى.
يحتوي الطابق الأول على ثلاث غرف نوم، وهى غرفة خاصة بالملكة ناريمان الزوجة الثانية للملك فاروق وتضم سرير خاص بها ومرآة وصورة لها مع الملك فاروق في حفل زفافهما، بالإضافة إلى سرير صغير لولي العهد الأمير أحمد فؤاد. أما أهم ما يلفت النظر في المكان مجموعة من العرائس التي أهديت لملكتى مصر السابقتين فريدة، وناريمان، وعددها 379 عروسة تنتمى إلى 33 دولة بأزيائها المختلفة، كما يوجد الي جانب غرفة نوم الملكة ناريمان الحمام الخاص بالملك فاروق والذى يحوى بعض أغراضه الخاصة مثل القطن، والصابون، وماكينة الحلاقة، ومقص للأظافر، والي جانب ذلك الحمام الغرفة الخاصة بالملك فاروق والتي بنيت من الخشب الماهونجي وفي صدر الغرفة صورة زيتية للملك وهو بعمر 12 عاما، أما الغرفة الثالثة فهي للأميرة فوزية شقيقة الملك فاروق. كما يوجد بالطابق غرفة حمام الشمس والتي كان يستخدمها الملك بغرض أخذ حمام الشمس والاسترخاء وعمل المساج.
● أما الطابق الثاني فيضم لوحات رائعة لأشهر فنانى العالم آنذاك منها لوحة القاهرة القديمة لإيكوهمان، وتمثال الفلاحة المصرية والجرة من الأنتيمون للفنان الفرنسي تشارلز كوردييه ويرجع تاريخها إلى عام 1866م، وفي نفس الطابق يوجد لوحة أهداها أحد سكان حلوان للملك فاروق عند افتتاح الاستراحة عام 1942م تضم آية الكرسي وقد كتبت بماء الذهب، إضافة إلى أنها اللوحة التأسيسية للاستراحة، كما يوجد كرسى العرش المذهب وكرسى ولى العهد وهما نسخة مقلدة بإتقان لكرسى عرش الملك توت عنخ آمون الأصلى الموجود في المتحف المصرى، وتمثالي حاملتي الشعلة السمراء والبيضاء التي ترمز إلى مملكة مصر والسودان، أما الشرفة الخاصة بالطابق الثانى فمزينة بمجسمين لمعبد الاقصر ومعبد الكرنك تم نقلهما من استراحة الملك فاروق بمنطقة الهرم.
ولوحة أخرى للمحمل الخاص بسترة الكعبة المشرفة أثناء مرور الموكب من أمام الأهرامات، وفي نهاية الدور الارضي خمس شرفات تطل على النيل وفيها كراسي من جلد الغزال عليها خرطوشة رمز مكتوب فيه اسم الملك فاروق باللغة الهيروغليفية، وتمثال للمرأة المصرية والسودانية حيث كانت مصر والسودان في ذلك الوقت مملكة واحدة.
● أما الطابق الأخير فهو عبارة عن رووف واسع يكشف مساحة كبيرة من نهر النيل تم تصميمه ليشاهد الملك من خلاله مدينة حلوان.

## أهم مقتنيات المتحف
- يضم العرض المتحفي مجموعة قيمة من المقتنيات الملكية من أثاث وتحف وتماثيل ولوحات حيث تصل المقتنيات بالركن لحوالى 637 قطعة أثرية. وقد حرص الملك على تزويد استراحته بكل ما هو ثمين وعلى أعلى مستوى ليحاكى مقتنيات الملوك.[2]
- معظم مقتنيات المتحف عبارة عن نسخة طبق الاصل من الآثار الفرعونية الموجودة في المتحف المصري، كما أن أغلب القطع الموجودة في الاستراحة خاصة باستراحة الهرم.[3]
- من أثمن ما يضمه المتحف ساعة أهداها ملك إنجلترا السابق للخديوى إسماعيل هذه الساعة أهدتها الملكة أوچينى إلى الخديوى إسماعيل بمناسبة افتتاح قناة السويس إلى أن وصلت إلى الملك فاروق.
- وأيضاً ساعة مكتب مصنوعة من المعدن المطلى بالذهب، وهى عبارة عن لوحة من البلور عليها 12 فص عتيق والعقارب من الذهب الخالص، وتزين لوحة البلور بتماثيل لتماسيح فرعونية من الذهب.
- بونبونيرة من الفضة الخالصة يصل وزنها إلى 11 كيلو جرام، مجموعة تماثيل نادرة وكذلك لوحات برونزية ثمينة ورائعة بالإضافة إلى مجموعة من المزهريات.
- راديو قديم مزود بجهاز للأسطوانات داخل صندوق من خشب الجوز التركي على شكل معبد تزينه بعض الأعمدة المخروطية المنحوت عليها تيجان مزخرفة هذه الأعمدة على شكل زهرة اللوتس وكتب عليها اسم الملك فاروق باللغة الهيروغليفية.
- كنوز للفرعون الشاب توت عنخ آمون، بالإضافة إلى مقتنيات فرعونية أخرى، كما ضم اليها المقتنيات الخاصة باستراحة الملك في الهرم والتي كانت مشونة قبل ذلك بمتحف المنيل في القاهرة.
- لوحة فنية تمثل الموكب الديني للمحمل الشريف لكسوة الكعبة داخل أحياء القاهرة القديمة، وهى محمولة على الجمال في رحلتها إلى مكة المكرمة حيث كانت تصنع كسوة الكعبة في ذلك العصر في القاهرة.[2]

## أستراحة الملك فاروق حالياً
ظلت الاستراحة خاصة بالملك فاروق حتى قامت ثورة 23 يوليو 1952م، وبعدما غادر فاروق مصر خضعت الاستراحة للتأميم فتم ضمها عام 1976م إلى قطاع المتاحف بالمجلس الأعلى للآثار حيث خضعت لقانون الآثار الذي يجرم التعدي عليها حيث أنها ينبغى أن تؤول اليه، وبالفعل تم ادراج الاستراحة على قائمة الآثار والمتاحف التاريخية.
وبعدما تحولت الاستراحة لمتحف عام للزائرين ظل المكان بين الفتح والإغلاق عدة مرات لأسباب عديدة كان آخرها عندما أغلق في 29 يناير 2011م عقب الانفلات الأمنى، ثم أعيد افتتاحه مرة أخرى بعد استقرار الأمور في أغسطس 2016م.
وأخيرا تبقى الإشارة إلى أن منطقة حلوان الواقعة بها الاستراحة كان يطلق عليها مدينة الباشاوات خاصة أن هذه التسمية لحلوان بدأت باكتشاف عدد من المقابر التي كانت تخص الأمراء وكبار الموظفين في عهد الفراعنة إلى جانب مقابر بعض العامة من المواطنين ويرجع تاريخها إلى الأسرة الأولى والثانية الفرعونية.